# Brezovica pri Stopičah
Brezovica pri Stopičah – wieś w Słowenii, w gminie miejskiej Novo mesto. W 2018 roku liczyła 38 mieszkańców. 